# Barbara Thalheim

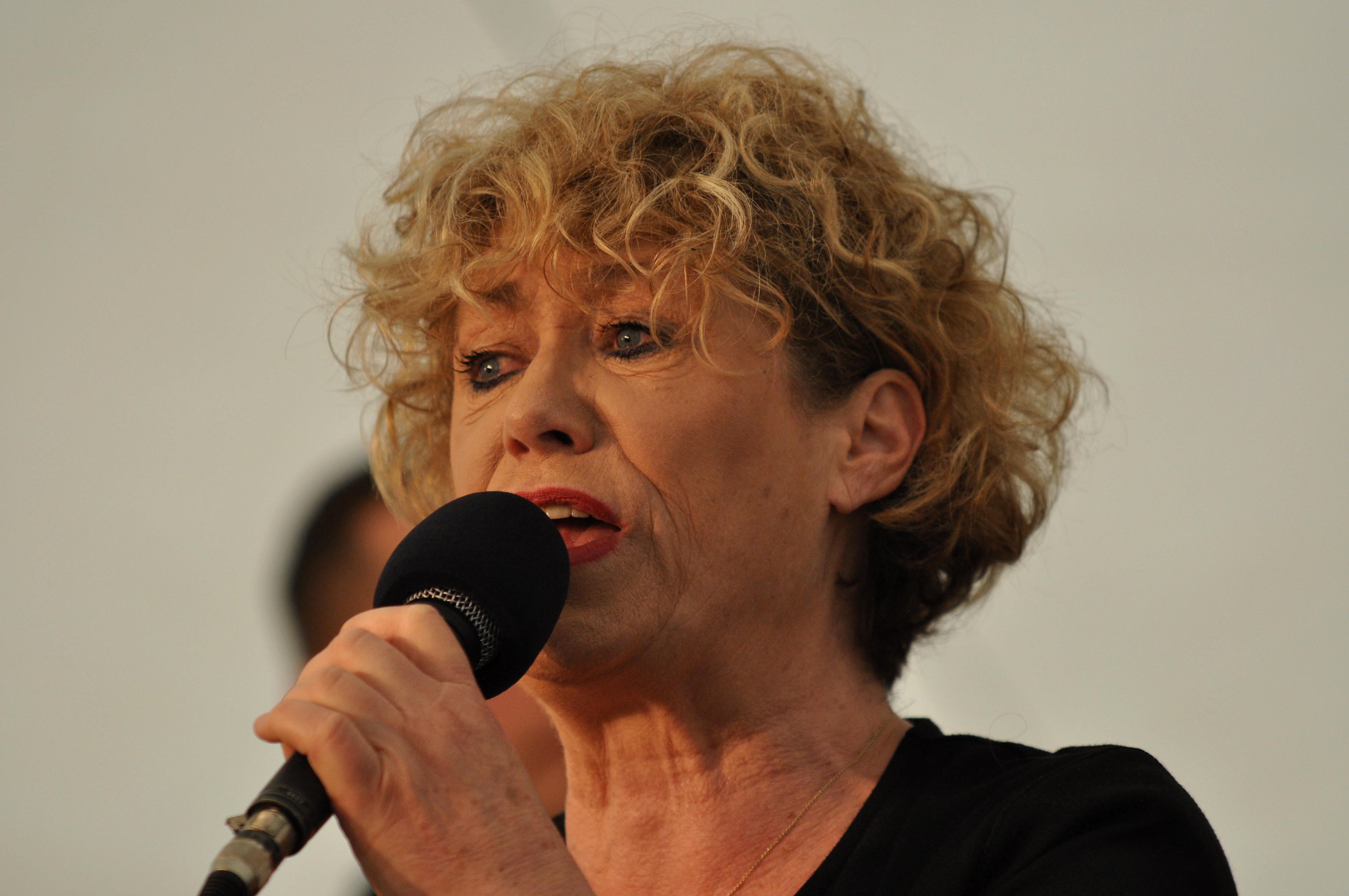
Barbara Thalheim 2017 beim Liederfest auf der Burg Waldeck

Barbara Thalheim (geboren 5. September 1947 in Leipzig) ist eine deutsche Sängerin und Liedermacherin, die 2023 ihr fünfzigjähriges Bühnenjubiläum feierte.

## Leben
Barbara Thalheim ist die Tochter des deutschen Kommunisten Werner Thalheim, der 1933 nach Afrika und Frankreich emigriert war und später an die Gestapo ausgeliefert worden war. Er hatte das KZ Dachau überlebt und nach dem Krieg in verschiedenen kulturellen Einrichtungen der DDR gearbeitet.
Barbara Thalheim wuchs in Berlin-Karlshorst auf. Sie wurde im Zentralen Studio für Unterhaltungskunst der DDR zur Sängerin ausgebildet und an der Berliner Hochschule für Musik „Hanns Eisler“ von Wolfram Heicking unterrichtet. Sie hat zwei gemeinsame Töchter mit dem Autor Fritz-Jochen Kopka und lebt in Berlin.

## Künstlerische Arbeit
Barbara Thalheim war von 1967 bis 1969 Mitglied des Oktoberklubs. 1970 bis 1972 war sie Sängerin in der „Chansongruppe Berlin“, veröffentlichte in dieser Zeit bei der staatlichen Schallplattenfirma Amiga ihre erste Single. Ihre nächste Band war ein klassisches Streichquartett, mit dem sie bis 1980 zusammenarbeitete. Seit 1977 hatte sie regelmäßig Gastspiele in der Bundesrepublik Deutschland, Sowjetunion, Bulgarien, Schweden, Finnland, Dänemark, der Schweiz und Frankreich, veröffentlichte aber auch weiter Schallplatten in der DDR. Die beiden ersten LPs – Lebenslauf und Was fang ich mit mir an … – erschienen in Lizenz auch in der Bundesrepublik Deutschland. Bis 1993 schrieb Fritz-Jochen Kopka, mit dem sie 25 Jahre zusammenlebte und zwei Töchter hat, die Texte ihrer Lieder. Sie stand gemeinsam mit Georges Moustaki, Konstantin Wecker, Herman van Veen, Hanns Dieter Hüsch, Marek Grechuta, Hana Hegerová, Georg Danzer u. a. auf der Bühne.
1980 protestierte sie mit einem in bundesdeutschen Medien veröffentlichten Text gegen das von der SED-Führung zwischenzeitlich verhängte Auftrittsverbot von DDR-Künstlern in Westeuropa. Daraufhin wurde sie aus der SED ausgeschlossen und wiederholt mit Auftrittsverboten belegt. Nach einer längeren Pause konnte sie jedoch mit einer neuen Band und neuen Programmen wieder LPs bei Amiga aufnehmen sowie die DDR im Westen mit Konzerten und in Talkshows vertreten.
1992 ging sie mit der ostdeutschen Rockband Pankow auf Tournee, mit der sie die CD Ende der Märchen produzierte.
Ab 1993 arbeitete sie mit dem französischen Komponisten und Akkordeonisten Jean Pacalet zusammen, der im Sommer 2011 starb. Seit 2001 entstehen die Texte zu ihren Liedern in enger Zusammenarbeit mit dem Dresdner Dichter Michael Wüstefeld.
1995 gab sie bekannt, in Zukunft nicht mehr als Sängerin auftreten zu wollen, und ging auf Bühnen-Abschiedstournee. Anschließend gründete sie ein Kultur- und Management-Büro und organisierte u. a. für den Berliner Senat das Sommerfestival Schaustelle Berlin. Nach schwerer Erkrankung kam es 1999 zum „Rücktritt vom Rücktritt“ und sie ging mit neuen Liedern wieder auf Tournee mit Jean Pacalet und Band und wirkte in Theaterproduktionen mit.

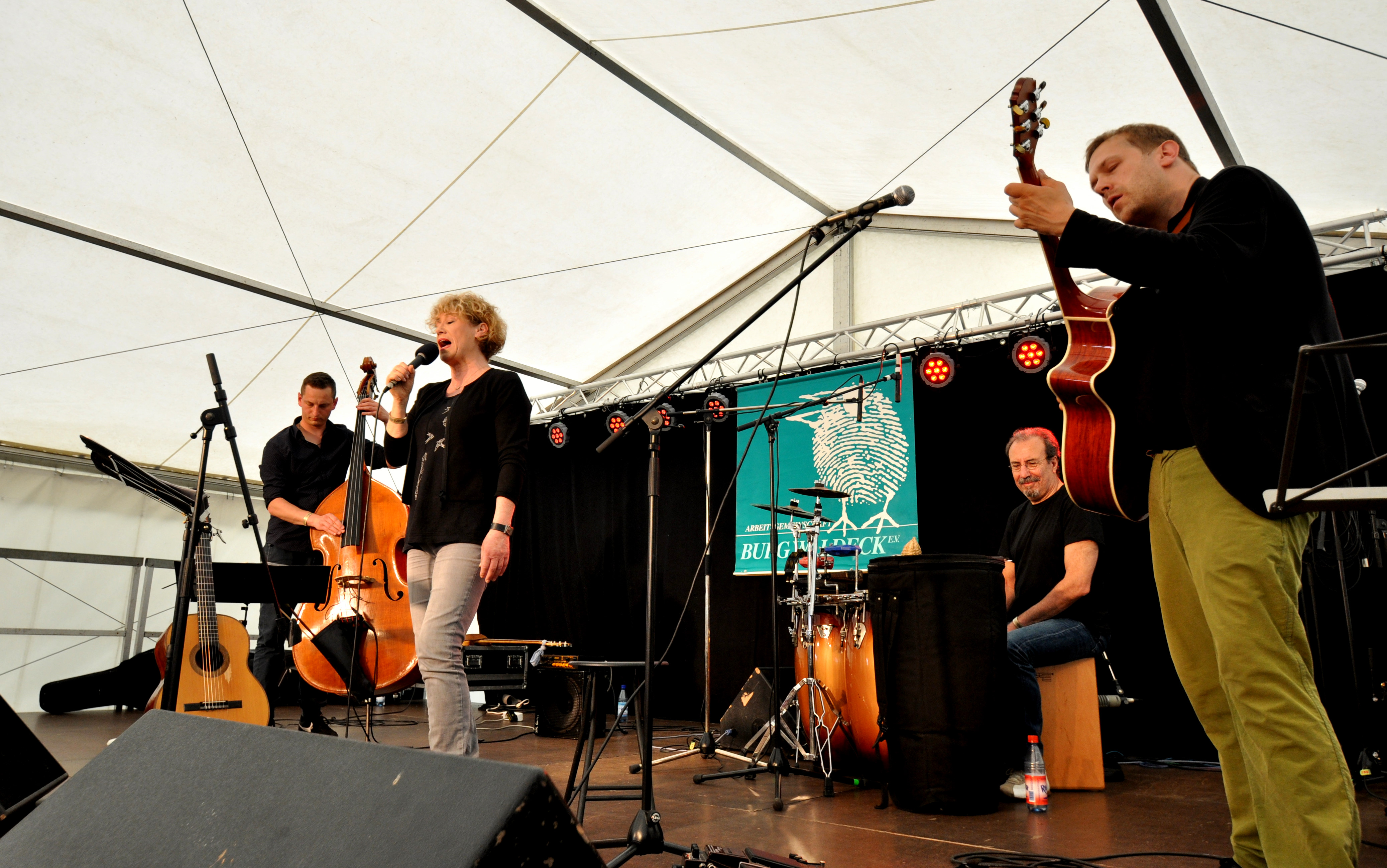
Barbara Thalheim mit ihrem Trio 2017 beim Liederfest auf der Burg Waldeck

Im Frühjahr 2012 war die Liedermacherin ein Vierteljahr Stipendiatin des Kulturministeriums Niedersachsen im Künstlerhof Schreyahn, Wendland. Dort entstanden neue Lieder, mit denen sie wieder unterwegs ist. Im Dezember 2012 war Barbara Thalheim zu Konzerten in Chile.
Am 16. November 2023 feierte sie ihr 50-jähriges Bühnenjubiläum in der Berliner Volksbühne mit ihrer Band und ehemaligen Wegbegleitern.

## Auszeichnungen
- 1975, 1977 und 1979: Goldmedaille „Leistungsschau der Unterhaltungskunst“ (der DDR) für die Programme Tage gibt es, Lebenslauf und In der Nacht, in der Macht, in der Not ist der Mensch nicht gern allein
- 1980: Buxtehuder Kleinkunstigel[9]
- 1989: Kunstpreis der DDR[10]
- 1990: Martini-Preis der pfälzischen SPD für „Verdienste um Aufklärung und Demokratie“ mit Ulrike Poppe und Friedrich Schorlemmer[11]
- 1994: Preis der deutschen Schallplattenkritik für das Album Fremdegehen (1994)
- 2001: „Coup de cœur“ in Frankreich für ihre französische CD Fière de ma grande gueule (2001)
- 2004: Preis der deutschen Schallplattenkritik für das Album Insel sein
- 2022: Preis der deutschen Schallplattenkritik für das Album Novemberblues
- Sie ist Ehrenmitglied der Ernst-Busch-Gesellschaft.[12]

## Stasi-Vergangenheit
1972 unterschrieb Barbara Thalheim eine Verpflichtungserklärung beim Ministerium für Staatssicherheit. Dieses beendete nach ihrem Parteiausschluss im Jahre 1980 die Zusammenarbeit mit Thalheim, nachdem es schon zuvor einen gegen sie gerichteten operativen Vorgang angelegt hatte. Am 29. Juli 1996 veröffentlichte der Spiegel einen kurzen Artikel namens IM Elvira. Barbara Thalheim hatte zuvor ihre IM-Tätigkeit in einem Interview öffentlich gemacht, welches aber beim Erscheinen des Spiegel-Artikels noch nicht gesendet war. Sie berichtete außerdem in verschiedenen Interviews, sie habe schon 1993 den Journalisten Karl-Heinz Baum von der Frankfurter Rundschau (FR) gebeten, ihre Täterakte zu recherchieren und zu veröffentlichen. Diese Publikation in der Frankfurter Rundschau erfolgte am 29. Juli 1996 unter der Überschrift: „Dir hätten wir nie auch nur ein Wort angedeutet“. Die Liedermacherin Barbara Thalheim war Stasi-Zuträgerin, aber sie brachte nicht ihre Freundin in den Knast. Die Hintergründe zur zeitgleichen Veröffentlichung mit dem Spiegel-Artikel diskutierte sie selbst in einer Auseinandersetzung mit Henryk M. Broder. Im Jahr 2000 beschrieb Barbara Thalheim in der Autobiografie Mugge ihre Anwerbung als IM. Sie widerspricht in dem Buch den Vorwürfen, sie habe Berichte über ihre Kollegen Stephan Krawczyk und Freya Klier geliefert, was Krawczyk in einem Artikel im Stern thematisierte: „Die Berichte der Frau Thalheim haben unter anderem dazu beigetragen, dass ihre langjährige Freundin Gabi L. im Gefängnis sitzen musste. Jetzt will sich Frau Thalheim mit ihrem dünnen Opferäktchen reinwaschen und geht damit hausieren. Die fette Täterakte steht im Archiv. Da steht sie schlecht. Irgendwann wird Frau Thalheim genügend Sorgfalt darauf verwandt haben, dass man sie als guten Menschen in Erinnerung behält.“ Allerdings kommt bereits in der Frankfurter Rundschau vom 29. Juli 1996 auch das mutmaßliche Opfer zu Wort und widerspricht der Behauptung, Barbara Thalheim habe ihre „republikfeindlichen“ Pläne verraten. Dies sei nach ihrer Opferakte nicht darstellbar. 2005 wurde in einem Feature von Ed Stuhler für das Deutschlandradio („Nichts bleibt geheim“) ihre IM-Tätigkeit thematisiert.

## Politik
Bei der Bundestagswahl 2009 rief Thalheim öffentlich zur Wahl der Partei Die Linke auf.

## Diskographie
- Frühling in der Schönhauser / Sie stand auf dem Balkon (mit Klaus-Dieter Adomatis), Single 1971, Amiga
- Lebenslauf, LP 1977,  Amiga, Polydor
- Was fang ich mit mir an, LP 1979, Amiga, Polydor
- Und keiner sagt: Ich liebe dich, LP 1982, Amiga
- Die Kinder der Nacht, LP 1985, Amiga
- Ohne Vorschrift leben, LP 1988, Castle Records
- Die Frau vom Mann, LP 1988, Amiga
- Neue Reiche, LP/CD 1990, Deutsche Schallplatten Berlin
- Von der Westlichkeit der Welt, LP/CD 1991, Nebelhorn
- Ende der Märchen, LP/CD 1992, Deutsche Schallplatten Berlin (mit der Rockband Pankow)
- Fremdegehen, CD 1993, Nebelhorn (mit Jean Pacalet)
- So lasst uns scheinen, bis wir werden, CD 1995, Nebelhorn
- Abgesang, CD 1995, BMG
- In eigener Sache – Neue Lieder, CD 1998, BMG
- Fière de ma grande gueule, CD 2001, Nebelhorn (mit Jean Pacalet)
- Deutsch zu sein..., CD 2003, duo-phon-records (mit Jean Pacalet)
- Insel sein, CD 2004, duo-phon-records (mit Jean Pacalet)
- Poe & Sie - Rabenverse und Wi(e)derlieder, CD 2006, duo-phon-records
- Immer noch immer, CD 2007, Pläne
- herzverloren, CD 2009, Pläne
- Zwischenspiel, CD 2013, conträr musik
- AltTag, DVD 2015, conträr musik
- voll jährig, DVD 2018
- Novemberblues, CD 2021, Reptiphon

## Veröffentlichungen
- Barbara Thalheim: Mugge. Das Neue Berlin, Berlin 2000, ISBN 3-932180-76-3
- Vorm Tod ist alles Leben: Songtexte, Noten, Gedanken, Geschichten, mit Bildern von Linde Kauert. Zwiefach Edition, 2011, ISBN 978-3-940408-17-4.

## Film
- Udo Witte, Hans Sparschuh: Die Lust etwas zu suchen, 1976 Hochschule für Film und Fernsehkunst
- Helke Misselwitz: Was mich ergreift, 1977 DEFA
- 1980: Der besondere Tag: Glühbirnen wachsen nicht am Baum
- Joachim Tschirner: Zum Sehen geboren, 1988[2]
- Günter Gaus: Zur Person, Barbara Thalheim, 1990 Deutscher Fernsehfunk (Porträtreihe)
- Angelika Kettelhack: Wieder zwischen den Stühlen, 1991 SFB
- Horst Weilandt: Frauengeschichten, 1992 ARD/Radio Bremen
- Songspiel aus den Altenheimen, 1993 Chaos Film Köln
- Ernst-Michael Brandt: Und keiner sagt: Ich liebe dich, MDR Fernsehen 1998